# Тутермаа
Ту́термаа (эст. Tutermaa) — деревня на севере Эстонии в волости Харку, уезд Харьюмаа. В деревне проживают 285 человек (2008 год).